# Maison Van Rysselberghe
La maison Van Rysselberghe est un bâtiment de style éclectique d'inspiration Art nouveau édifié dans la commune bruxelloise d'Ixelles par l'architecte Octave Van Rysselberghe pour son usage personnel.

## Localisation
La maison personnelle d'Octave Van Rysselberghe est située à Ixelles, au numéro 83 de la rue de Livourne, à quelques pas de l'hôtel Otlet érigé par le même architecte.

## Historique
La maison Van Rysselberghe a été construite en 1912 et classée en 1997 ,.

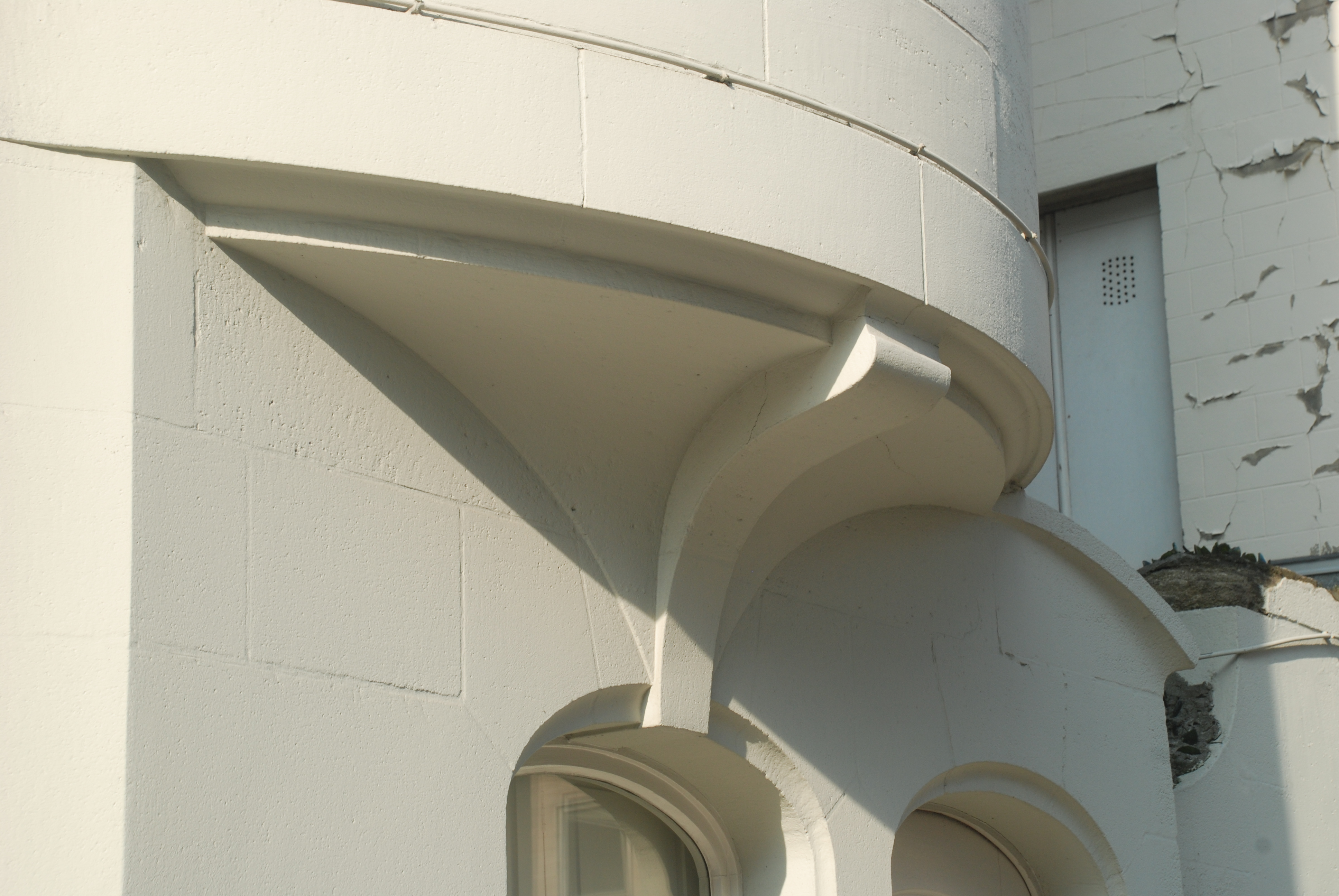
La console supportant la tour d'angle.

## Architecture

### Matériau
Contrairement à l'hôtel Otlet et à l'hôtel De Brouckère, édifiés en pierre de taille, la maison Van Rysselberghe est édifiée en pierre bleue peinte en blanc.

### La façade
Le bâtiment, semi-mitoyen, présente une façade étroite qui s'articule autour d'un escalier saillant en forme de tour et  dégage une forte impression de verticalité.
Selon Pierre Loze, Dominique Vautier et Marina Vestre « cette façade dépouillée, presque dépourvue de tout décor, s'insère dans le courant prérationaliste qui se dessine à cette époque ».
La porte d'entrée, modeste, est surmontée d'une impressionnante tour d'angle supportée par une élégante console. Cette tour, qui abrite l'escalier, est percée de trois séries de baies de taille décroissante et disposées en gradins. Elle est couronnée d'un pignon, qui est la seule concession faite à la décoration dans cette façade.
À gauche de cette tour, un oriel supporté par deux consoles occupe les deux niveaux supérieurs de la façade. Cet oriel est percé de deux grandes baies dont la première est surmontée d'un arc surbaissé.
La partie droite de la parcelle est occupée par une petite cour.
Les éléments d'inspiration Art nouveau sont l'oriel, ses consoles et la console supportant la tour d'angle.
|  |  |  |